# Palácio dos Guedes Quinhones
O Palácio Guedes Quinhones é uma casa nobre construída no século XVII e está situada no início da Rua de São Sebastião da Pedreira (n.º 250), tornejando para a Rua Tomás Ribeiro, freguesia de São Sebastião da Pedreira, em Lisboa.
Tinha uma grande quinta anexa que chegava ao sítio onde hoje se situa o Liceu Camões.
Resistiu ao terramoto que assolou Lisboa em 1755 e é, a par da Igreja de São Sebastião da Pedreira, um dos edifícios mais antigos da zona onde se insere.
Trata-se de um "característico exemplar da arquitectura civil do «estilo chão», com o seu andar nobre percorrido por janelas de sacada".
Foi residência da Família "Guedes Quinhones" até que, em 1927, foi vendido ao Estado Português. A partir dessa data albergou o Instituto Sidónio Pais do Professorado Primário (secção feminina).
Recentemente transformado em hotel - Hotel Real Palácio -, esta casa conserva ainda, na escadaria, com figuração de cenas de caça, uma pequena parte de um importantíssimo conjunto de belíssimos painéis de azulejos setecentistas, atribuídos à oficina do mestre P.M.P., activo no primeiro quartel do século XVIII, que revestiam as salas da casa, hoje desaparecidos.